# Nuits sonores
Nuits sonores est un festival annuel de musique électronique et musiques indépendantes se déroulant sur cinq jours à Lyon en France. Il est organisé par l'association Arty Farty depuis 2003. Sa spécificité est d'investir des lieux représentatifs de la ville de Lyon, notamment rues, musées, friches industrielles, etc. La programmation est en général dévoilée en février et le festival a lieu au mois de mai, lors du pont de l'Ascension. Nuits sonores est membre du Réseau français des festivals de culture électronique et au réseau EuropaReise.
L'édition 2020, initialement prévue fin mai, puis reportée à fin juillet, est finalement annulée, pour cause de pandémie de maladie à coronavirus.

## Organisation artistique

### Structure du festival
Nuits sonores est structuré autour de onze axes ayant pour objectif de mettre en valeur les différentes composantes des cultures électroniques et indépendantes :
- NS Days : à partir de 2011, les Nuits sonores renforcent leur programmation avec des concerts en journée. À partir de 2024, les Days prennent le pas sur les Nuits et les principaux concerts se tiennent de 16h à minuit aux « Grandes Locos » sur l'ancien atelier SNCF d'Oullins[4].
- Les Nuits principales : les trois Nuits sont les soirées motrices du festival jusqu'en 2023. Elles se déroulent sur plusieurs scènes, dans un lieu représentatif du festival. D'abord organisées aux Subsistances, puis à l'Usine SLI en 2008, les Nuits se sont déroulées au Marché gare de 2009 à 2011. En 2012, pour leur dixième anniversaire, puis en 2013, les Nuits ont investi le site des anciennes usines Brossette[5]. En 2014 et 2015, le festival se déroule intégralement dans le quartier Confluence, entre Rhône et Saône. Entre 2017 et 2023, les Nuits principales ont lieu aux Anciennes usines Fagor-Brandt. À partir de 2024, les Nuits se répartissent entre la Sucrière, le Sucre et le Transbordeur, les concerts principaux se déroulant pendant les Days aux Grandes Locos[6].
- Le Circuit : il regroupe plusieurs étapes disséminées dans la ville et réparties sur la journée et la nuit. Ces étapes sont organisées par des acteurs locaux des musiques électroniques et indépendantes, avec le soutien financier et médiatique d'Arty Farty.
- Extra! : art contemporain, expositions, performances, projections et rencontres ont lieu dans des galeries d'art, des lieux institutionnels lyonnais et dans l'espace public.
- Mini sonore : des évènements musicaux et artistiques ludiques destinés aux enfants, tout au long du festival[7].
- Concert spécial : institué en 2005, il a pour objet de mettre en avant un artiste ou un groupe particulièrement influent de l’histoire de la musique électronique ou de ses racines.
- Carte blanche : elle est attribuée chaque année à une grande métropole représentative de l'histoire passée et contemporaine des musiques électroniques et indépendantes. Marseille en 2003, Barcelone en 2004, Manchester en 2005, Paris en 2006, New York en 2007, Berlin en 2008, Londres en 2009, Montréal en 2010, Tokyo en 2011, Lyon en 2012, Bruxelles en 2013, Glasgow en 2014, Varsovie en 2015, Séoul en 2016[7], Lisbonne en 2017 et Amsterdam en 2018 ont ainsi été invitées au festival, à travers une délégation de musiciens, de djs mais également de plasticiens, de graphistes ou de vidéastes. La Carte blanche se décline dans plusieurs lieux du festival.
- Sunday Park puis Closing party : cet événement a lieu le dimanche de clôture, en plein air. Musique et activités ludiques sont proposées.
- Images sonores : parcours institué en 2006 autour de la relation images/musiques. Ce programme est constitué de conférences et installations vidéo.
- European Lab : Nuits Sonores est à l'origine du projet NS European Lab qui est un projet d'interactions entre professionnels du monde de la culture durant lequel ont lieu des conférences et ateliers.

### Programmation artistique
Chaque année, près de 200 artistes viennent jouer à Nuits sonores, tous genres confondus : House, hip-hop, techno, rock, no wave, pop, folk, electronica, ambient, etc.
En 2013, une scène était confiée à Pedro Winter du label Ed Banger qui invitait notamment le rappeur américain Mos Def, dorénavant appelé Yasiin Bey
En 2014 le groupe allemand Kraftwerk à donné un concert le 1er Juin à l’ancien marché de gros
En 2015, la programmation d’une scène est confiée à Ben Klock qui invite Goldie et Peverelist. En 2016, ce sont Motor City Drum Ensemble, Laurent Garnier et Seth Troxler qui ont carte blanche. En 2017, les curateurs sont Nina Kraviz, Jon Hopkins et The Black Madonna. En 2018, les DJs ayant carte blanche sont Jennifer Cardini, Daniel Avery, Four Tet et Paula Temple. Bonobo, Peggy Gou, Maceo Plex et Lena Willikens sont les artistes choisis pour 2019.

## Un succès commercial croissant

### Fréquentation
| Année | Fréquentation          | Progression |
| ----- | ---------------------- | ----------- |
| 2003  | 15 700                 | -           |
| 2004  | 30 000                 | + 100 %     |
| 2005  | 40 000                 | + 20 %      |
| 2006  | 47 600                 | + 32 %      |
| 2007  | 67 440                 | + 5 %       |
| 2008  | entre 54 740 et 55 000 | - 19 %      |
| 2009  | 65 000 - 67 000        | + 19 %      |
| 2010  | 81 000                 | + 19 %      |
| 2011  | 80 000,                | 0,0 %       |
| 2012  | 80 000                 | + 2,5 %     |
| 2013  | 103 000                | + 26 %      |
| 2014  | 130 000                | + 26 %      |
| 2015  | 129 055                | - 0,72 %    |
| 2016  | 138 000                | + 7 %       |
| 2017  | 140 000                | + 1,44 %    |
| 2018  | 143 000                | + 2 %       |
| 2019  | 131 000                | - 8 %       |
| 2021  | 30 000                 | - 77 %      |
| 2022  | 60 000                 | + 100 %     |
| 2023  | 102 000                | +70 %       |
| 2024  | 108 000                | + 5,8 %     |
| 2025  | 100 000                | - 7,5 %     |

### Budget
En 2007, il est de 1,2 million d'euros. Le festival est financé par 3 ressources principales : en premier lieu, le public qui représente 60% des revenus de l'association Arty Farty. Ensuite, des sociétés privées apportent des fonds pour 20% du budget annuel et enfin, les organismes publics financent le projet à 20%.

## Le festival et l'agglomération lyonnaise

### Un ancrage territorial singulier
À partir de la sixième édition en 2008 dans les usines SLI de Vaise, le festival a investi des espaces de friches industrielles vouées à la rénovation urbaine à plus ou moins court terme - c'est-à-dire à leur destruction et à leur transformation au service de nouveaux usages. Le festival n'est donc pas associé à un lieu en particulier.

Lieux des principaux concerts : les Nuits jusqu'en 2023, les Days à partir de 2024
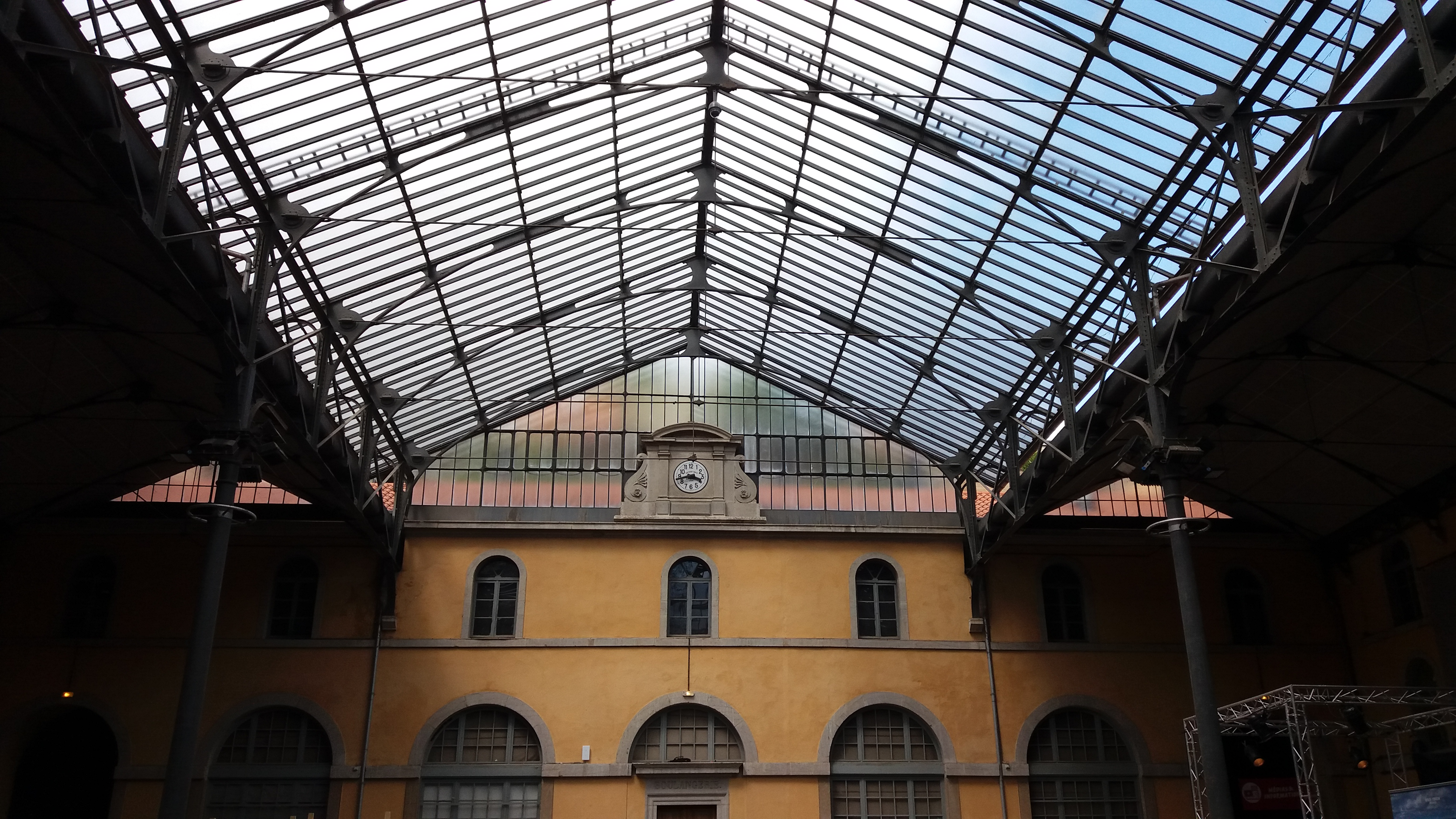
2003-2007 : les Subsistances (Lyon 1er)
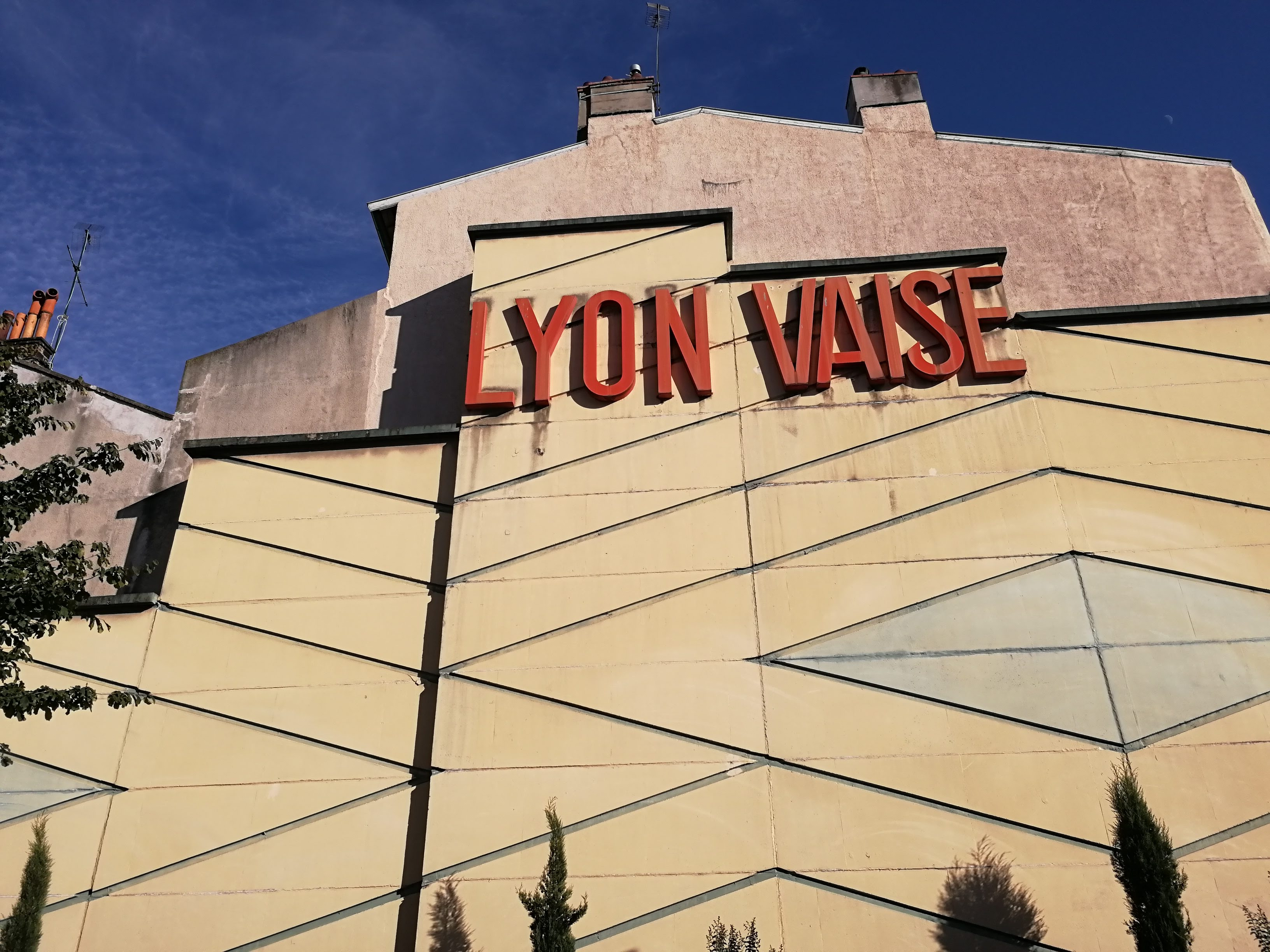
2008 : usine SLI à Vaise (Lyon 9e)
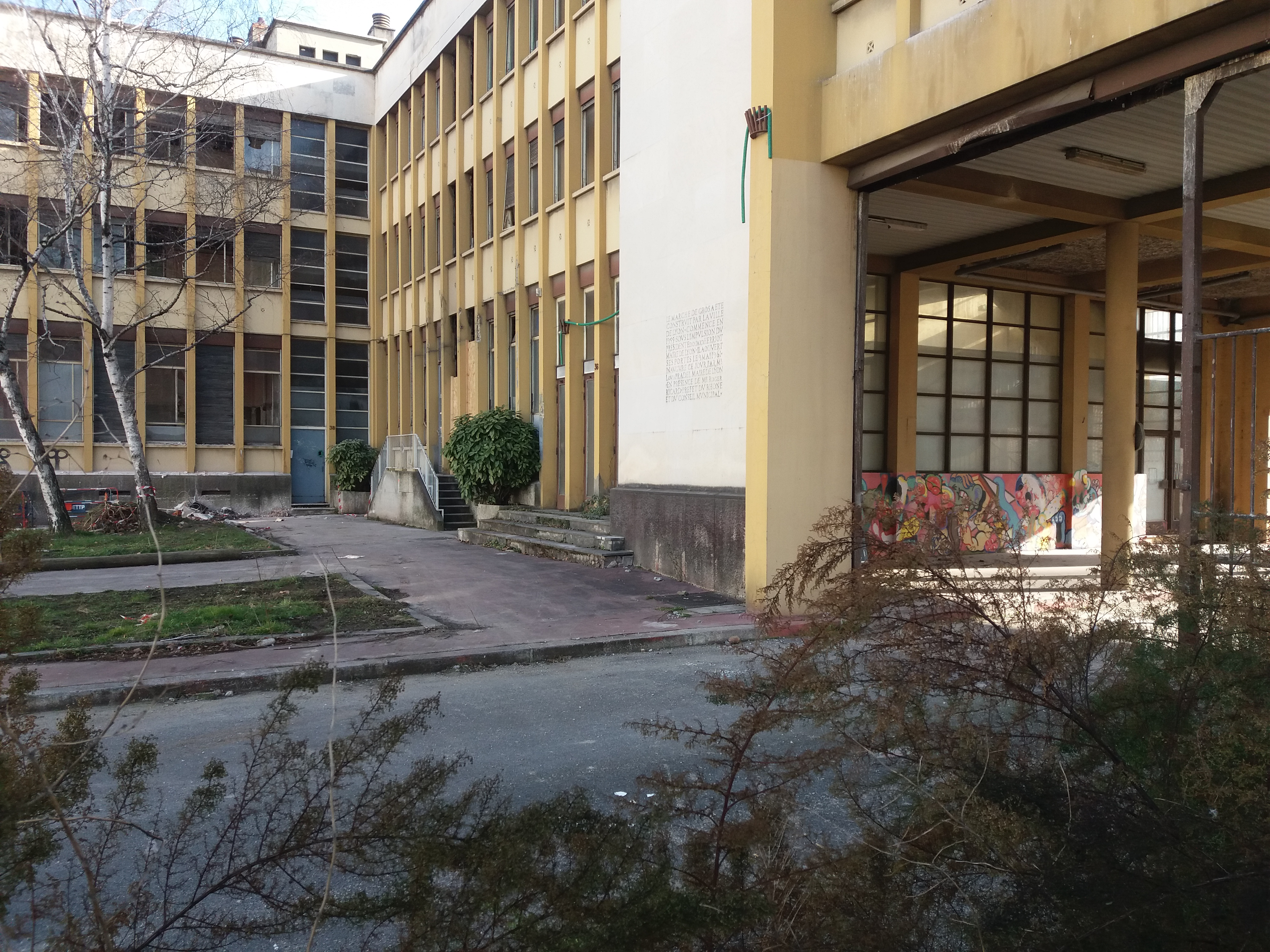
2009-2011 : Marché Gare (Lyon 2e)
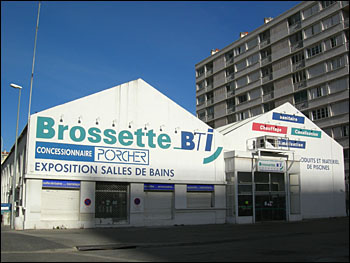
2012-2013 : usines Brossette (Lyon 7e)
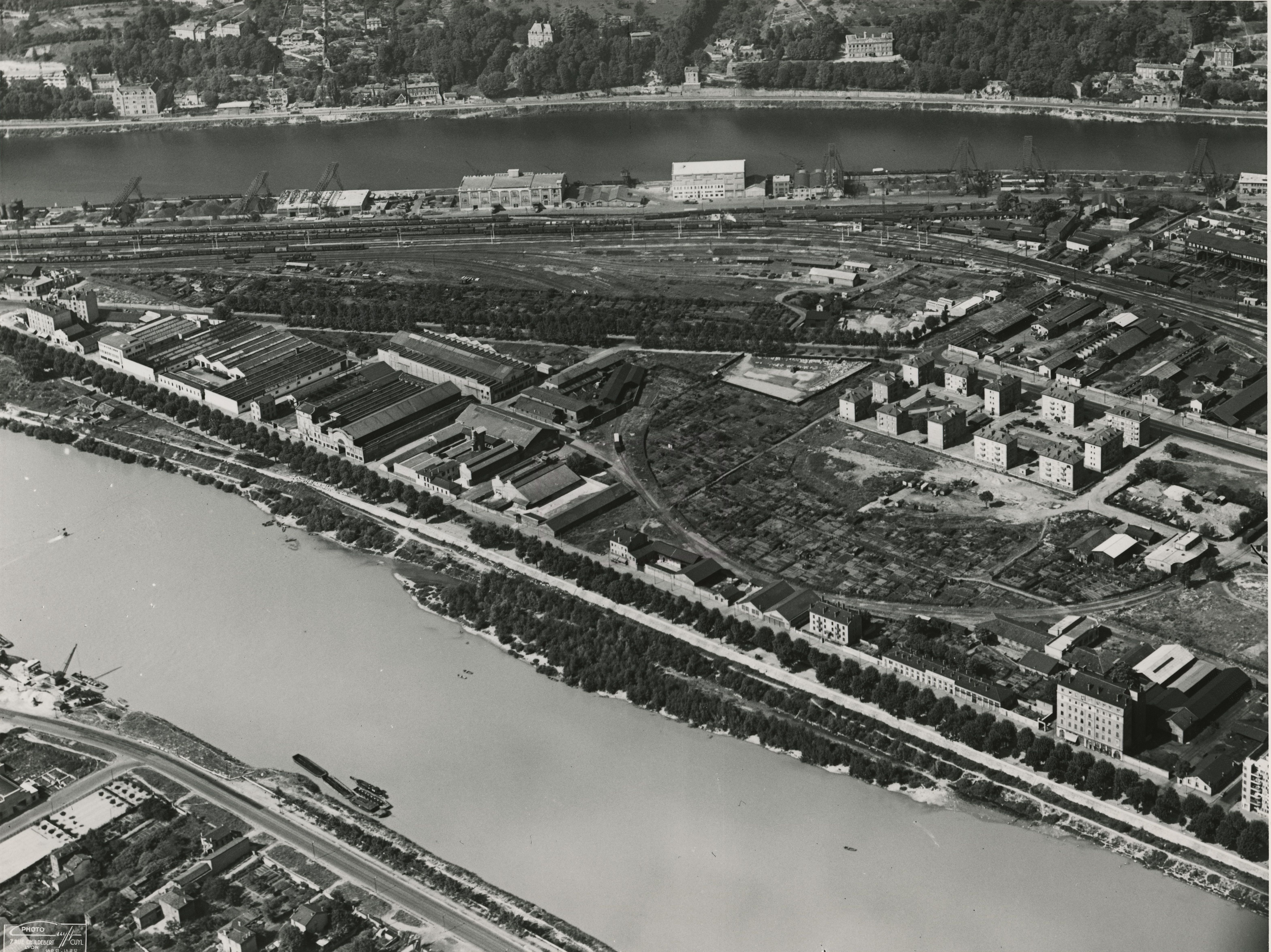
2014-2015 : halle Girard du Marché Gare (Lyon 2e)
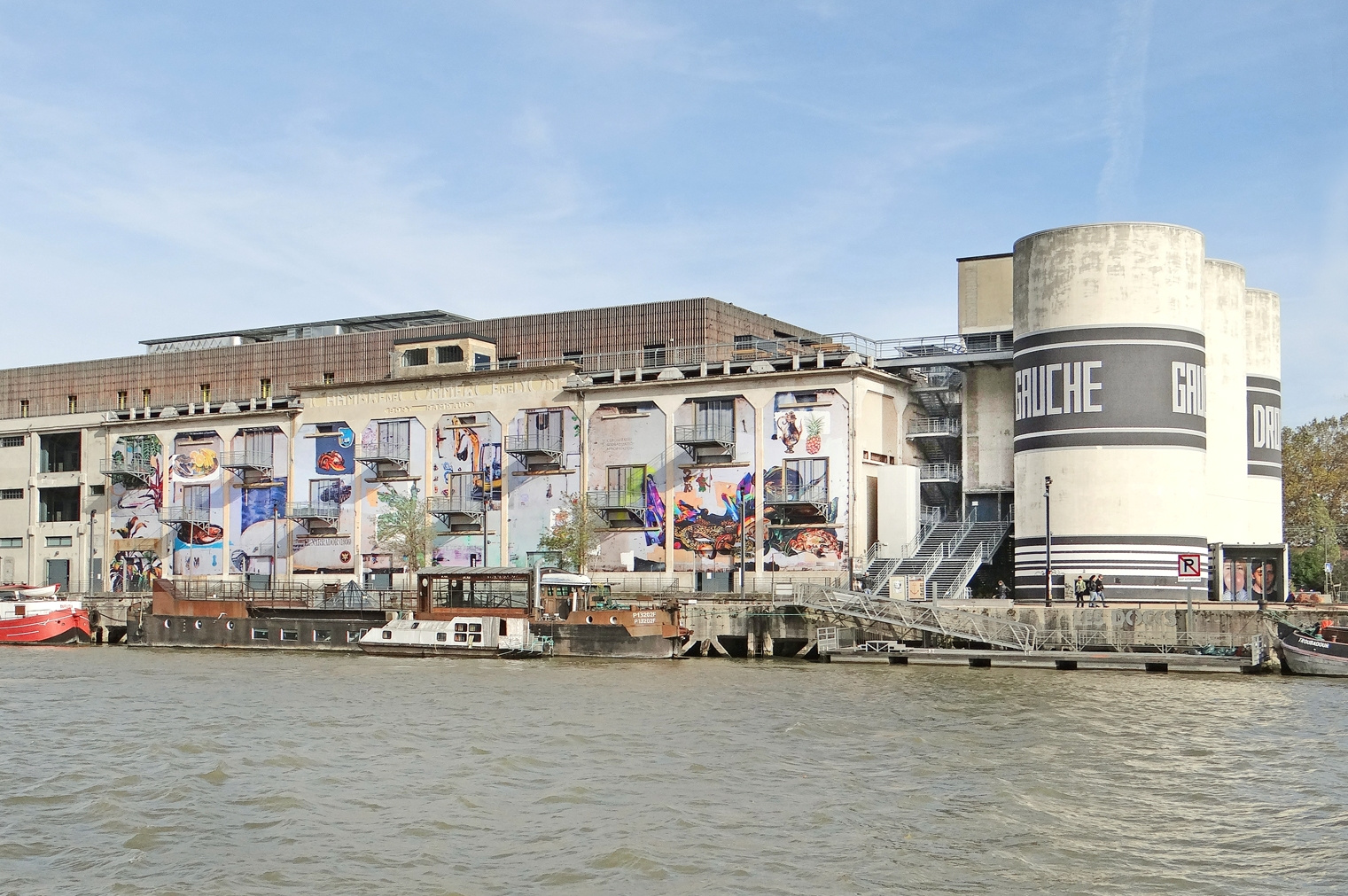
2016 : Marché Gare, Sucrière, musée des Confluences (Lyon 2e)
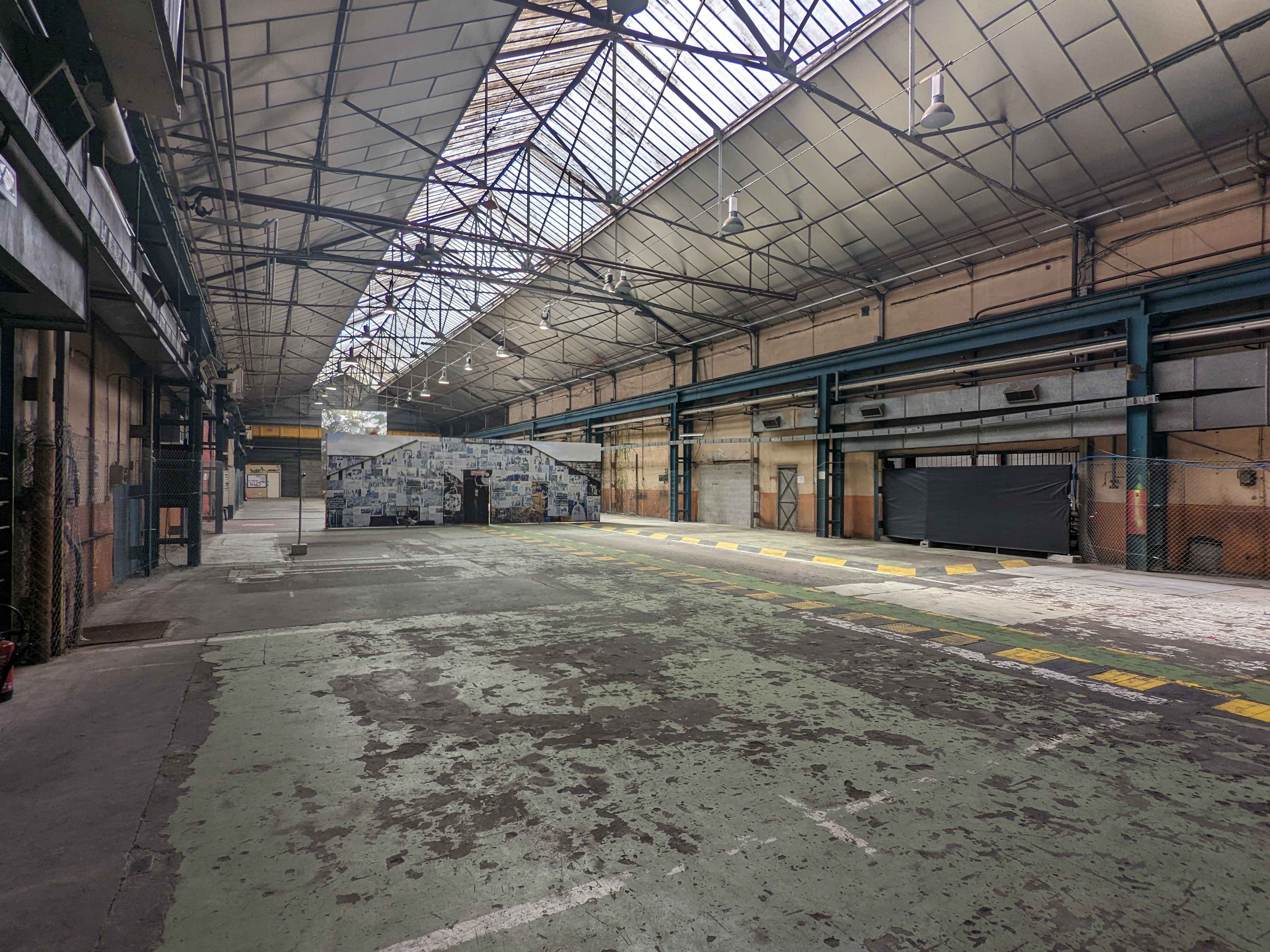
2017-2023 : usines Fagor-Brandt (Lyon 7e)
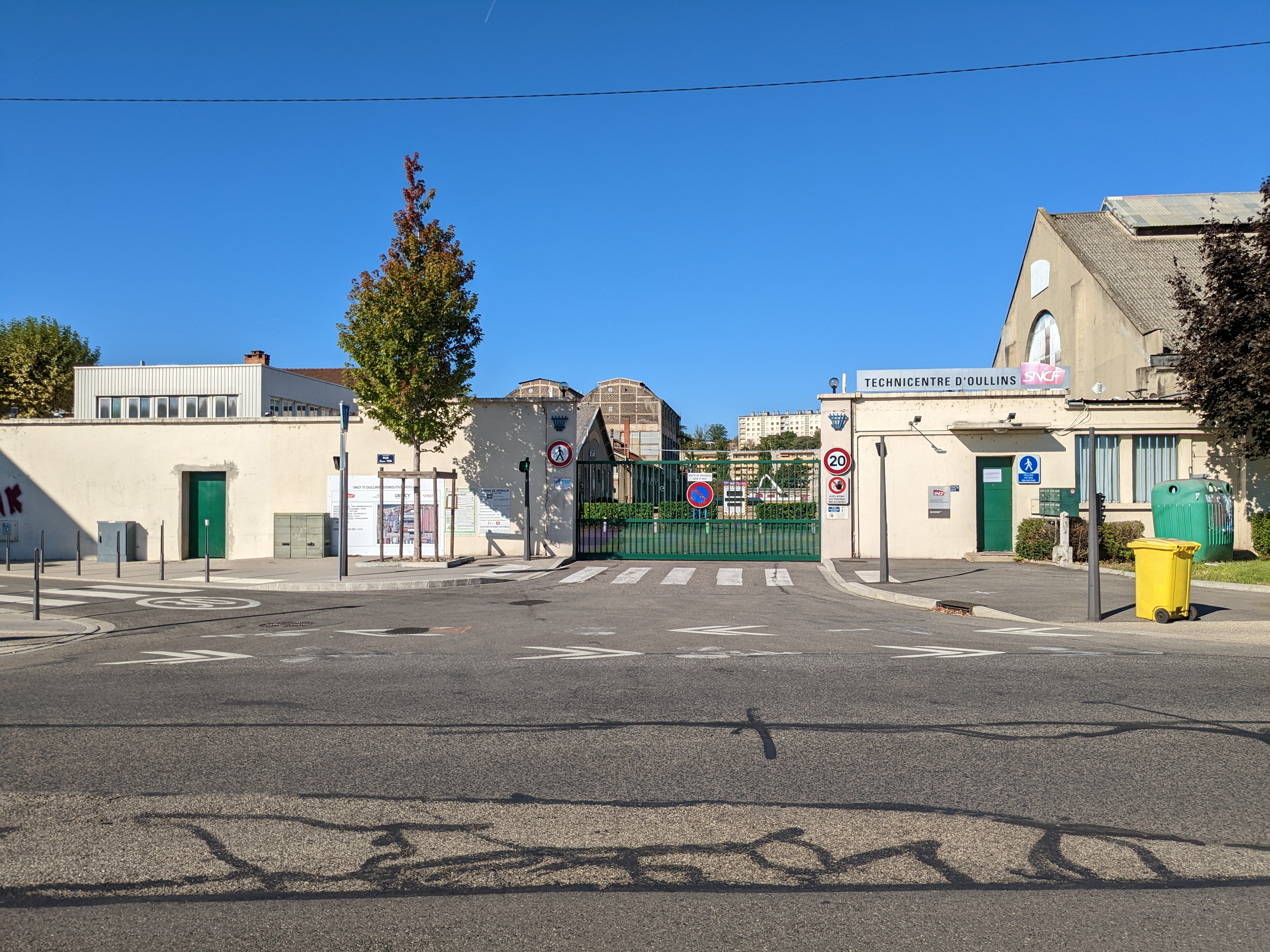
2024-2025 : les Grandes Locos, ancien technicentre SNCF (Oullins)

Le festival a également longtemps visé à déborder les lieux des nuits principales pour s'étendre dans toute la ville, à travers les Apéros sonores, les Extras ou encore le Circuit. Pour le sociologue Jean-Pierre Garnier, la manière dont l'espace public est investi par les Nuits sonores avec le concours actif des pouvoirs publics locaux relève d'une « scénographie ludique » artificielle, d'une « disneylandisation » du territoire urbain. La diffusion des événements dans la ville est néanmoins en recul depuis les dernières éditions. L'édition 2025 n'a par exemple pas proposé de Circuit, les jours se sont concentrés aux Grandes Locos et les nuits à la Sucrière′.

### Un évènement culturel de plus en plus important pour le rayonnement de Lyon
Les Nuits sonores s'inscrivent dans une démarche de marketing territorial, remarquable à Lyon à partir des années 1980 et 1990, et qui vise à renforcer l'image de marque de Lyon à l'échelle nationale et européenne. Le festival est en cela à rapprocher de la fête des Lumières ou encore des Nuits de Fourvière, autres évènements vigoureusement soutenus par les autorités municipales et métropolitaines : « En France, Lyon se distingue. Traditionnellement calme et bourgeoise, la capitale des Gaules fait preuve d’une étonnante vitalité de par une forte volonté politique de placer la ville sur la carte des métropoles mondiales : Fête des Lumières, Nuits sonores, Biennale sont devenus des événements qui hissent la ville à un niveau de notoriété supérieure. Par ailleurs, la vaste opération d’aménagement du quartier de Lyon Confluence a conforté l’attractivité touristique de la ville. »
Les Nuits sonores sont plus particulièrement associées à la Biennale d'art contemporain du fait de leur implantation dans le quartier de la Confluence, notamment à la Sucrière, ancien entrepôt réhabilité pour l'accueil d'évènement culturels.
La piste d'une synergie entre la gastronomie et le festival a même été tentée en 2018 à travers la street food.

### Accompagner les nouvelles pratiques festives de la nuit et de la musique électronique
À l'émergence des Nuits sonores, la ville de Lyon n'était absolument pas connue pour sa scène musicale électronique. L'émergence du festival à Lyon est concomitante et exemplaire de la diffusion et de la popularité croissante de ce genre musical à l'époque. Pour autant, la gestation des Nuits sonores se fait dans le milieu contre-culturel clandestin lié aux musiques électroniques du milieu des années 1990, dans lequel Lyon fait figure de « place-forte ».
Les nouvelles formes d'urbanité qui s'incarnent dans le quartier de la Confluence s'appuient, entre autres choses, sur l'identité jeune et valorisante du festival et des lieux qui lui sont associés.
Les Nuits sonores sont également emblématiques d'une évolution en cours de la « culture club » vers des festivités ayant lieu de plus en plus tôt, et qui reflète le vieillissement des festivaliers et des amateurs de musiques électroniques. Un marqueur de cette évolution est l'édition 2024, qui a vu les days prendre le pas sur les nuits en termes d'importance de la programmation et de mobilisation des principaux lieux de fêtes - à savoir les Grandes Locos, inaugurées cette même année.
Au-delà de sa dimension festive, le festival est également un moment et un lieu d'échange pour les professionnels de la fête et de la nuit, à travers notamment les European Labs. Cette volonté de promouvoir et d'accompagner le développement de la musique électronique festive se traduit également tout au long de l'année par des échanges partenarials entre les patrons d'établissement de nuits comme le Sucre et les pouvoirs publics, dans une logique de concertation plutôt que de coercition et de méfiance envers les débordements liés aux nuisances sonores ou à la consommation de drogues. Les Nuits sonores ainsi que la fête des Lumières ont aussi été le laboratoire de techniques de mesure diffuses dans l'espace urbain pour le suivi de l'impact sonore de ces grands événements,.